# Labescau
Labescau is een gemeente in het Franse departement Gironde (regio Nouvelle-Aquitaine) en telt 104 inwoners (2009). De plaats maakt deel uit van het arrondissement Langon.

## Geografie
De oppervlakte van Labescau bedraagt 5,8 km², de bevolkingsdichtheid is dus 17,9 inwoners per km².
De onderstaande kaart toont de ligging van Labescau met de belangrijkste infrastructuur en aangrenzende gemeenten.

## Demografie
Onderstaande figuur toont het verloop van het inwonertal (bron: INSEE-tellingen).